# Ona Valiukevičiūtė
Ona Valiukevičiūtė (ur. 1 sierpnia 1945 w Šukėtai w rejonie szakowskim) – litewska piosenkarka i działaczka polityczna, posłanka na Sejm Republiki Litewskiej.

## Życiorys
W 1963 ukończyła szkołę średnią, a w 1971 studia z zakresu filologii niemieckiej i literaturoznawstwa na Uniwersytecie Wileńskim. Do początku lat 90. występowała jako piosenkarka i śpiewaczka, w latach 1971–1991 była solistką Litewskiej Filharmonii Narodowej. Koncertowała głównie w republikach ZSRR, brała udział w nagraniu kilku płyt. Od 1994 do 2000 pełniła funkcję dyrektora funduszu wsparcia litewskich artystów estradowych.
Na przełomie lat 2002–2003 krótko zasiadała w radzie miejskiej Wilna. W 2002 przystąpiła do Partii Liberalno-Demokratycznej, przekształconej następnie w ugrupowanie Porządek i Sprawiedliwość. W latach 2003–2004 była doradcą prezydenta Rolandasa Paksasa. W 2004 i w 2008 uzyskiwała mandat deputowanej. W wyborach parlamentarnych w 2012 z powodzeniem ubiegała się o poselską reelekcję.
W parlamencie zasiadała do 2016, nie uzyskując mandatu na kolejną kadencję. Powróciła jednak do litewskiego Sejmu w 2018. W 2020 przystąpiła do frakcji poselskiej Litewskiej Socjaldemokratycznej Partii Pracy.